# Heinz Meller

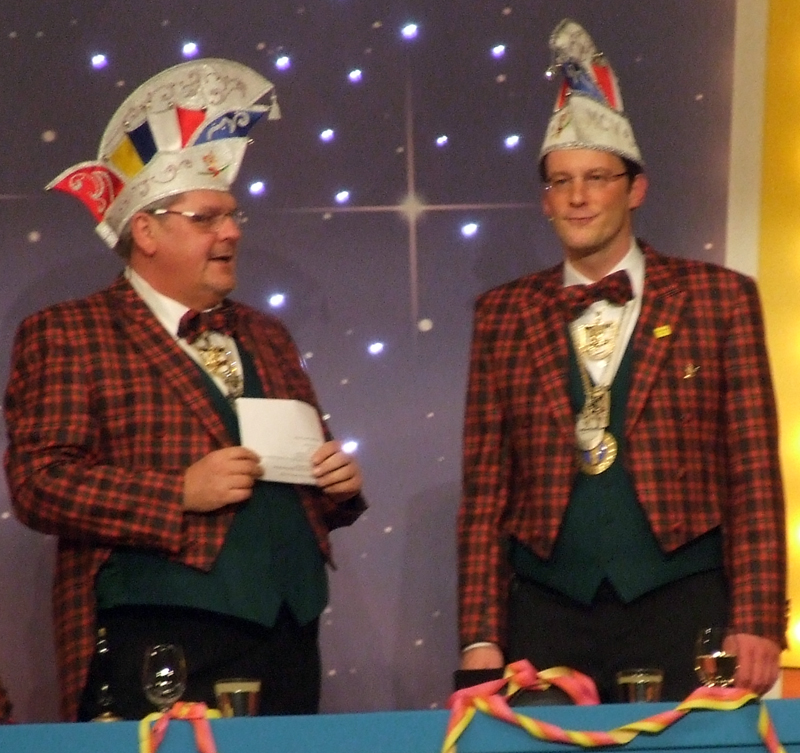
Heinz Meller (links) gemeinsam mit Michael Ebling

Heinz Meller (* 1955) ist ein deutscher Kabarettist, Parodist und Moderator, der vor allem durch seine Auftritte in der Mainzer Fastnacht bekannt ist. Seit 2001 ist er Sitzungspräsident bei den Mombacher Bohnebeitel.

## Leben
Bereits mit 16 Jahren betrat Meller als Friseurlehrling, seinem Lehrberuf, das erste Mal die närrische Bühne in der Mombacher Narrhalla. Heinz Meller arbeitete später 20 Jahre lang in der ZDF-Verwaltung, bis er 2001 den Vorsitz in der Bohnebeitel-Sitzung des Mombacher Carneval Vereins übernahm. Bekannt ist Meller vor allem für seine Parodien auf Politiker wie Franz Josef Strauß, Willy Brandt, Helmut Kohl, Gerhard Schröder, Kurt Beck, Rudolf Scharping und Modedesigner Rudolph Moshammer sowie für die Imitation von verschiedenen Dialekten. 2001 moderierte er ebenfalls die Karnevalssitzung Karneval Hoch Drei beim Kölner Karneval. 2011 wurde er zum „allerscheensten Bohnebeitel“ gekürt. Die Laudatio hielt Hildegard Bachmann.  Von 2006 bis 2017 spielte er im Mainzer Unterhaus im Musical Feucht & Fröhlich.
Meller fördert für die Sitzungen häufig auch Neueinsteiger und andere neue Talente in Karneval und Kabarett. Ramon Chormann, der selbst durch die Bohnebeitelsitzung und Unterstützung von Meller bekannt wurde, kritisierte allerdings die Ungleichbehandlung der Aktiven im Verein, insbesondere Neueinsteigern.

## Privates
Heinz Meller wohnt in Mainz und ist 1,90 m groß. 2017 trat erstmals auch seine Tochter in seiner Sitzung auf.

## Filmografie
- 1991: Die Mike Krüger Show
- 1993: Fröhlicher Weinberg, SWR Fernsehen
- 1995: Salto Postale eine Folge
- seit 2000: Mombacher Bohnebeitelsitzung, Live-on-tape-Übertragung im SWR Fernsehen seit 1998
- 2001: Karneval Hoch drei
- 2005: Talk im Tudio